# Lockheed Constellation
Lockheed Constellation, Connie ou apenas Constellation, é um avião quadrimotor a pistão, construído pela americana Lockheed entre 1943 e 1958, em Burbank. Foram construídos ao todo 856 aparelhos em 4 modelos, todos com o mesmo design característico cuja forma de golfinho possui tripla empenagem. Foi um avião muito usado no transporte de passageiros e como avião de transporte militar. Foi o avião presidencial de Dwight D. Eisenhower, presidente dos Estados Unidos.

## Design e desenvolvimento

### Projeto
A Lockheed trabalhou desde 1937 no projeto do L-044 Excalibur, um avião quadrimotor pressurizado. Em 1939, a Trans World Airlines encomendou um aparelho com capacidade para 40 passageiros com alcance de 5 630 km. A TWA receberia então o L-049 Constellation, desenhado pelos engenheiros da Lockheed Kelly Johnson e Hall Hibbard.

### Desenvolvimento do Constellation
O desenho da asa do Constellation era do P-38 Lightning, diferindo somente na escala. A empenagem tripla, com menor altura, permitia à aeronave estacionar em qualquer hangar, mesmo com todos os acessórios hidráulicos e sistemas antigelo. O avião possuía velocidade máxima de 547 km/h (340 mph), velocidade de cruzeiro de 483 km/h (300 mph), e teto operacional de 24 000 pés (7 315 m).
De acordo com Anthony Sampson, na revista Empires of the Sky, o intrincado desenho foi realizado pela Lockheed, mas o conceito, a forma, utilidades, aparência e ethos do Constellation foram produzidos por intercessão do piloto Howard Hughes durante o processo.

## História Operacional

### II Guerra Mundial
Com o início da II Guerra Mundial, a aeronave da TWA foi convertida para o C-69 Constellation, um avião militar de transporte. Havia ainda o interesse em mais 202 aviões por parte da força aérea americana (USAAF). O primeiro aparelho, prefixo aeronáutico NX25600, fez voo teste em 9 de janeiro de 1943, de Burbank para Muroc Field.
A Lockheed propôs o modelo L-249 para ser um bombardeiro de longo alcance. Apesar de ter recebido a designação militar XB-30, o projeto não foi a diante. O plano do C-69B de longo alcance para transporte de tropas também foi cancelado. Um modelo C-69C, com 43 assentos para transporte VIP foi construído em 1945 na fábrica da Lockheed, em Burbank.
O C-69 foi mais utilizado para transporte rápido, de longo alcance, durante a guerra. 22 C-69s foram construídos antes do fim da guerra e nenhum deles entrou em serviço militar. A USAAF cancelou suas aquisições em 1945.

### O Uso no Pós-guerra

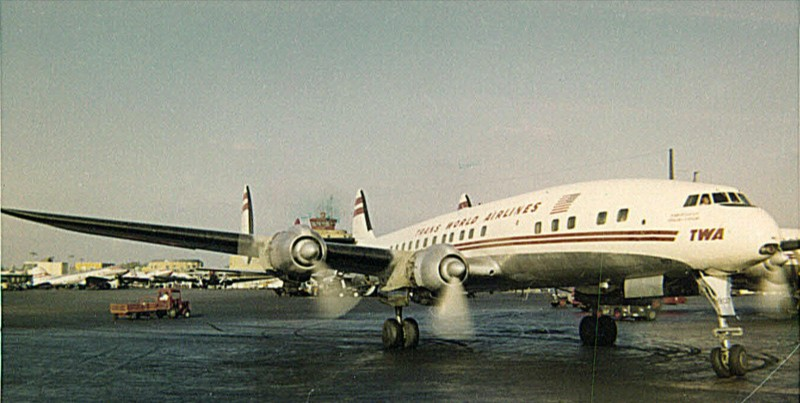
Constellation da TWA

Depois da II Guerra Mundial, o Constellation tornou-se rapidamente muito popular nas linhas aéreas. O modelo em produção para USAAF para transporte de tropas acabou como aviões de transporte de passageiros, com a TWA recebendo o primeiro em 1 de outubro de 1945. O primeiro voo transatlântico partiu de Washington DC em 3 de dezembro de 1945, e chegou em Paris em 4 de dezembro.
A Trans World Airlines iniciou os serviços aéreos comerciais intercontinentais no pós-guerra, em 6 de fevereiro de 1946, com o voo regular entre Nova Iorque e Paris num Constellation. Em 17 de junho de 1947 a Pan American World Airways iniciou suas operações regulares ao redor do mundo com o seu L749 Clipper America. O famoso voo Pan Am 101 operou por 40 anos.
Como o primeiro avião de cabine pressurizada em uso, o Constellation ajudou as viagens aéreas a tornarem-se acessíveis e muito mais confortáveis. Dentre os operadores estavam TWA, Eastern Air Lines, Pan American World Airways, Air France, BOAC, KLM, Qantas, Lufthansa, Iberia Airlines, Panair do Brasil, TAP Portugal, Trans-Canada Airlines, Aer Lingus , Real Aerovias e VARIG.

### Recordes
Elegante e poderoso (para a época), o Lockheed Constellation estabeleceu alguns recordes na aviação mundial:
- 17 de abril de 1944 : voou entre Burbank e Washington DC em 6 horas e 57 minutos, desenvolvendo uma média de 532,2 km/h.[nota 3]
- 29 de setembro de 1957 : um L1649A Starliner voou de Los Angeles para Londres em 18 horas e 32 minutos, velocidade média de 470,6 km/h.
- 1 de outubro de 1957 : um L1649A voou de Londres para São Francisco em 23 horas e 19 minutos, velocidade média de 369,2 km/h. Este é o recorde até hoje em tempo de voo. O atual Boeing 777 conseguiu voar por 22 horas e 42 minutos.

### Obsolescência
O advento dos aviões a jato, como de Havilland Comet, Boeing 707, Douglas DC-8 e Convair 880, o motor a pistão do Constellation tornou-se obsoleto. As primeiras rotas a abandonar o velho Connie foram as mais longas, intercontinentais. O avião continuou a voar em rotas domésticas nos Estados Unidos, e seu último voo comercial com passageiros pagantes foi em 11 de maio de 1967, de Filadélfia para Kansas City, pela TWA. Contudo, permaneceu em serviço como cargueiro, principalmente pela Eastern Airlines, entre Nova Iorque, Washington e Boston, até 1968.

## Sobreviventes
Ao redor do mundo encontram-se ainda exemplares do Constellation, alguns em tão bom estado de conservação que ainda podem voar. Há um exemplar no Brasil, pintado nas cores da extinta Panair do Brasil, no Museu TAM, ligado à TAM em São Carlos.

## Galeria de imagens

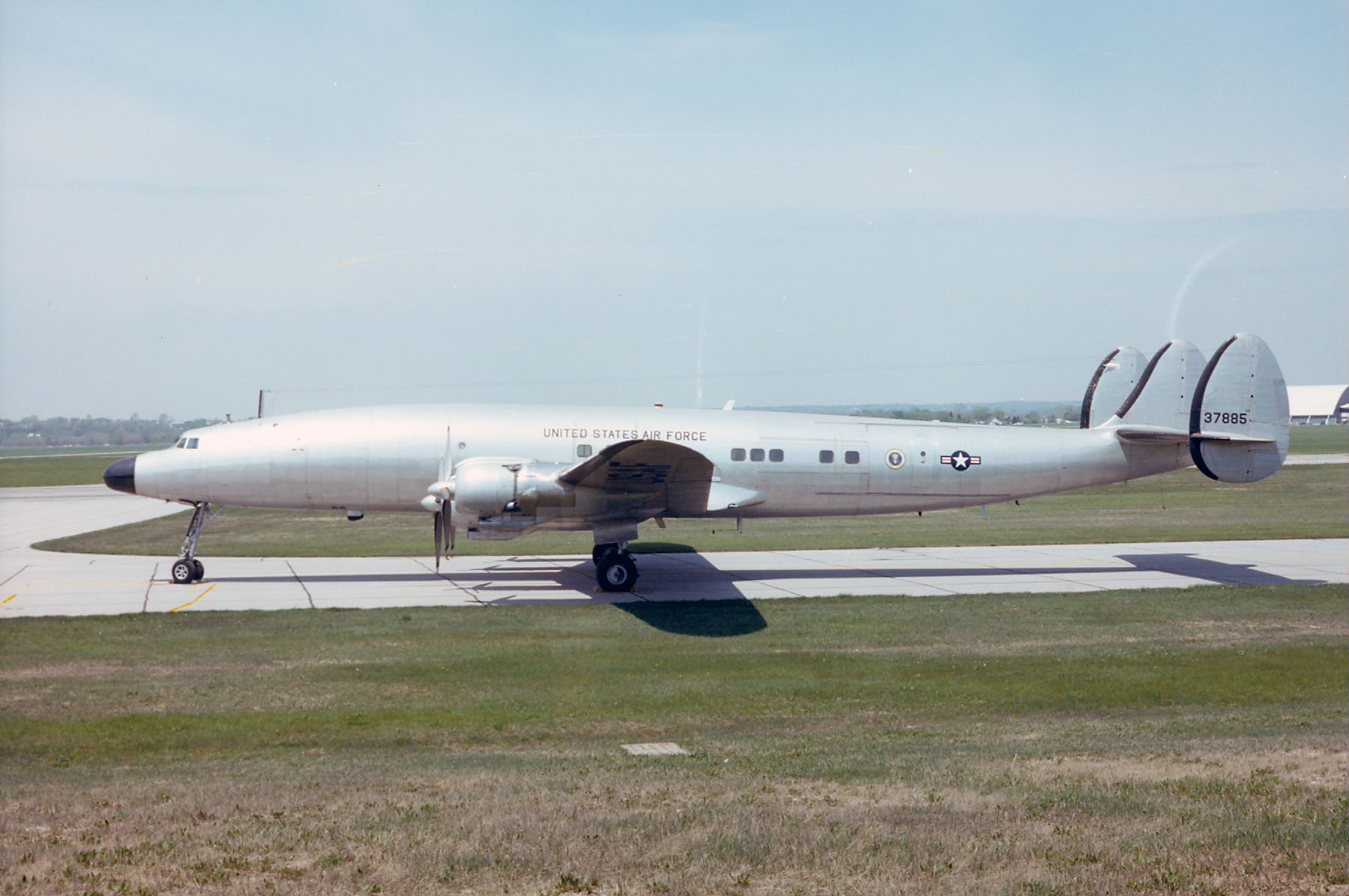
Constelattion da USAF
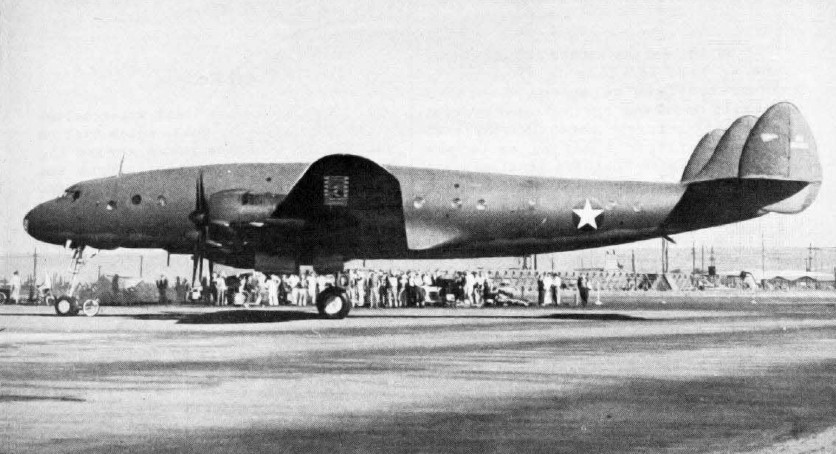
Constellation da US Navy
Três vistas
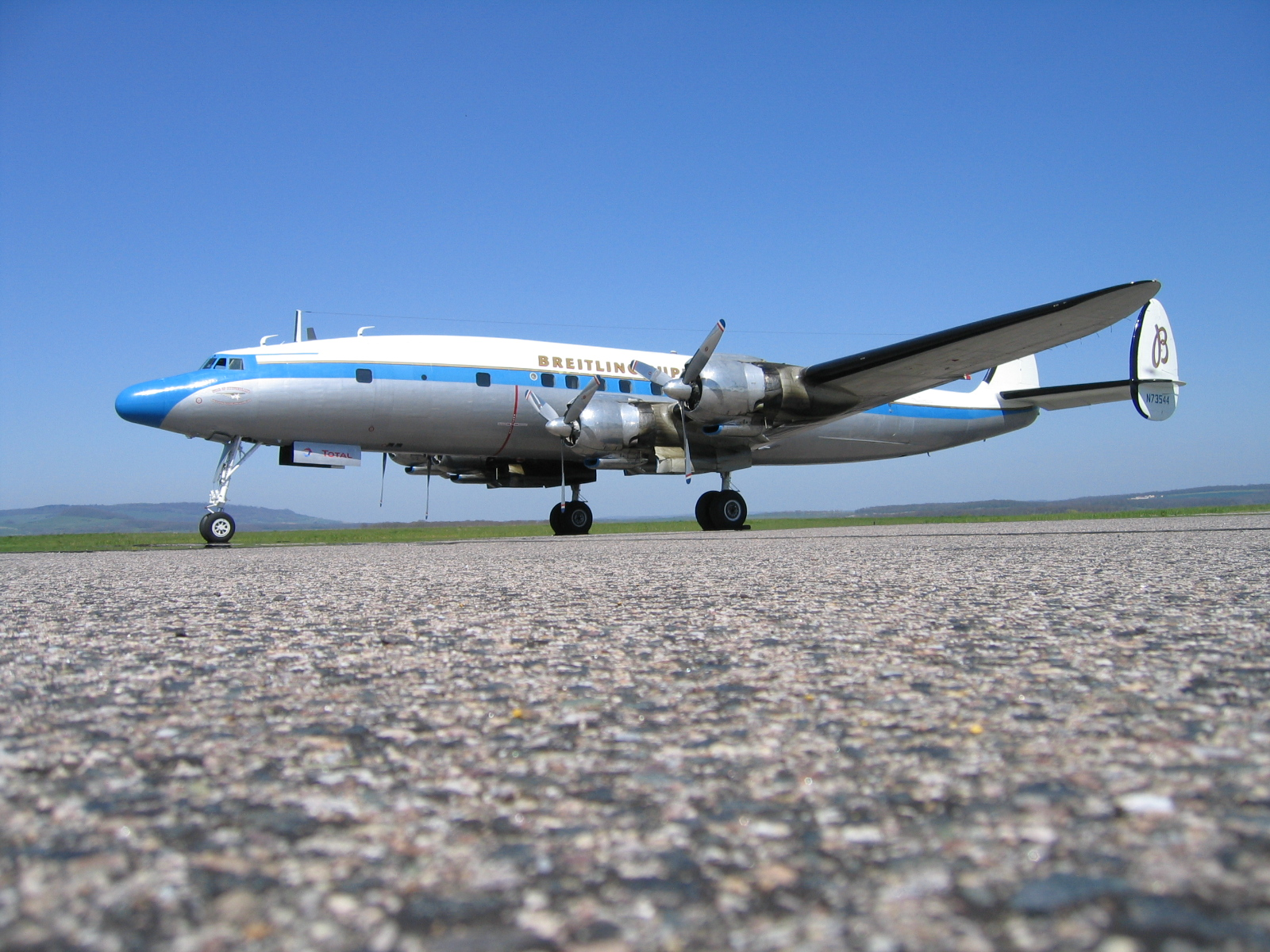
"Connie" em 1995
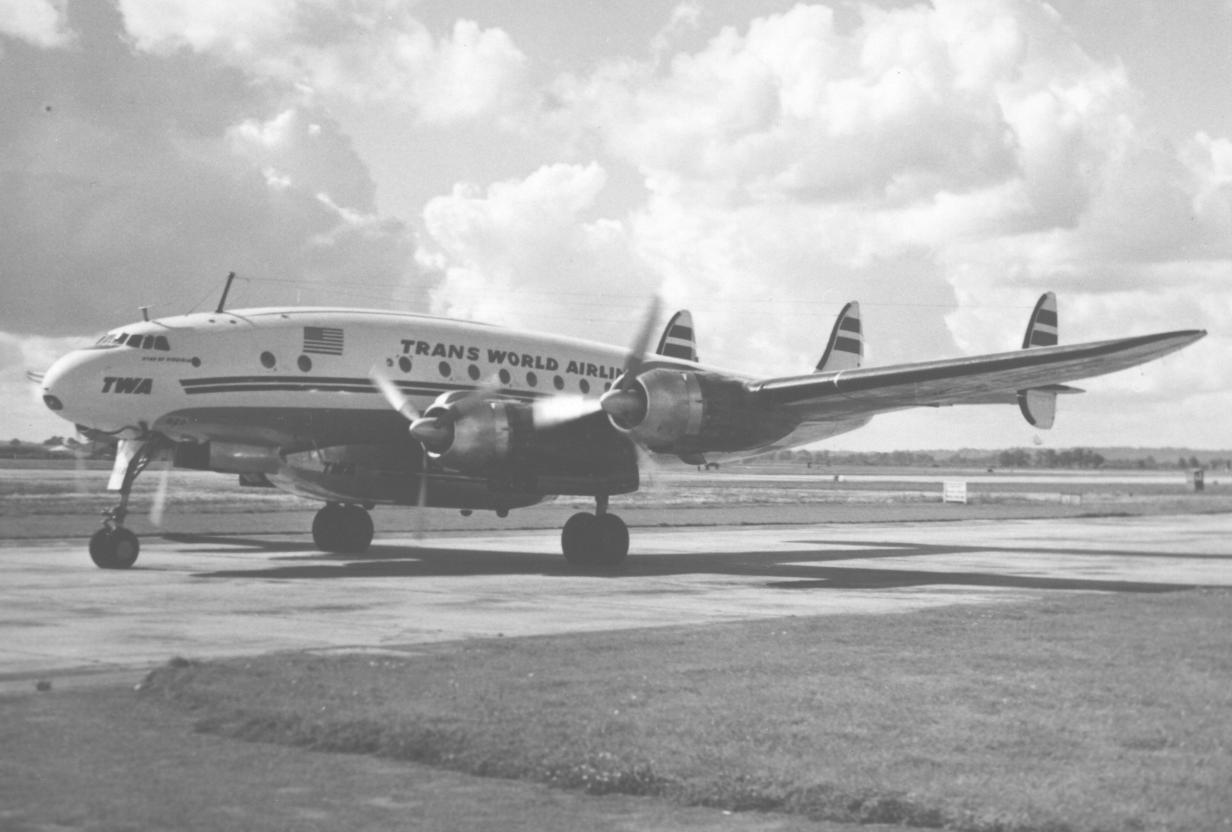
L-749A da TWA
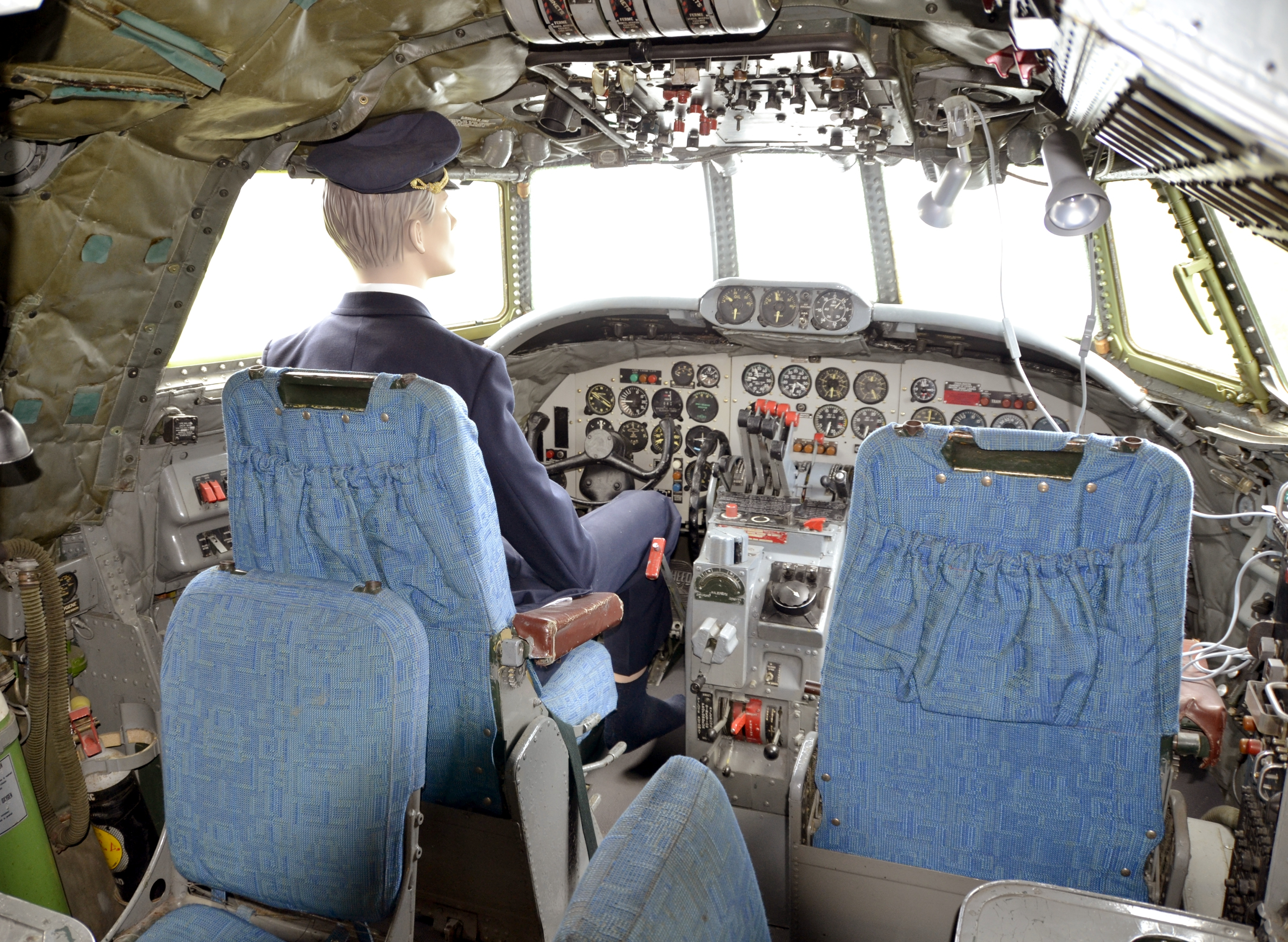
Cockpit do L-1049 G